# Dominika Škorvánková
Dominika Škorvánková (* 21. August 1991 in Dunajská Lužná) ist eine slowakische Fußballnationalspielerin.

## Karriere

### Vereine
Škorvánková begann im Alter von sieben Jahren in Dunajská Lužná beim ortsansässigen OFK Dunajská Lužná mit dem Fußballspielen. Im Sommer 2005 schloss sie sich der neugegründeten Frauenfußballabteilung des ŠK Slovan Bratislava an, spielte in der Jugendabteilung bis 2008 und rückte bereits 2007 in die Erste Mannschaft auf.
Nach der Saison 2008/09 in der I. liga žien, der höchsten slowakischen Spielklasse der Frauen, wurde sie zur Fußballerin des Jahres gekürt.
Nach vier Spielzeiten für den Erstligisten wechselte sie am 1. Juli 2012 gemeinsam mit ihrer Nationalmannschaftsspielerin Lucia Haršányová zum österreichischen Meister SV Neulengbach.
In ihrer Premierensaison bestritt sie alle 18 Punktspiele und erzielte acht Tore. Ihr Bundesligadebüt am 5. August 2012 (1. Spieltag) beim 14:0-Sieg im Auswärtsspiel gegen die SG FC Bergheim/USK Hof krönte sie mit ihren ersten zwei Toren, den Treffern zum 3:0 in der 20. und 8:0 in der 50. Minute. Im Januar 2013 wurde sie von den Bundesliga-Trainern zur Spielerin der Hinrunde 2012/13 gewählt.
Im Sommer 2015 verließ sie die Mannschaft und wechselte gemeinsam mit Landsfrau Jana Vojteková zum Bundesligisten SC Sand. Ihr Bundesligadebüt am 30. August 2015 (1. Spieltag) beim 4:0-Sieg im Heimspiel gegen Bayer 04 Leverkusen krönte sie gleich mit ihrem ersten Tor, dem Treffer zum 2:0 in der 25. Minute.
Zur Saison 2017/18 wurde sie vom FC Bayern München verpflichtet und erhielt einen bis zum 30. Juni 2019 gültigen Vertrag. Ihr Debüt gab sie am 2. September 2017 (1. Spieltag) beim 3:0-Sieg im Auswärtsspiel gegen die SGS Essen mit Einwechslung für Melanie Leupolz in der 62. Minute. Ihr erstes Bundesligator erzielte sie am 27. Mai 2018 (21. Spieltag) beim 2:1-Sieg im Heimspiel gegen den VfL Wolfsburg mit dem Treffer zum 2:0 in der 18. Minute.
Zur Saison 2020/21 wurde Škorvánková vom französischen Erstligisten HSC Montpellier verpflichtet. Zur Saison 2023/24 wechselte sie zum italienischen Erstligisten FC Como Women.

### Nationalmannschaft
Škorvánková kam 14-jährig in der Nachwuchsnationalmannschaft der Slowakei, in der Altersklasse U17, erstmals zum Einsatz und rückte 2007 in die U19-Nachwuchsmannschaft auf. Seit 2009 ist sie für die A-Nationalmannschaft aktiv.

## Erfolge
Nationalmannschaft
- Istrien-Cup-Siegerin: 2017

Vereine
- Österreichische Meisterin: 2012/13, 2013/14 (mit dem SV Neulengbach)
- Slowakische Meisterin: 2009, 2010, 2011, 2012 (mit dem ŠK Slovan Bratislava)
- Slowakische Pokalsiegerin: 2009, 2011, 2012 (mit dem ŠK Slovan Bratislava)
- DFB-Pokalsiegerin: 2016/17 (mit SC Sand), 2017/18 (mit Bayern München)

## Auszeichnungen
- Fußballerin des Jahres in der Slowakei (11): 2009, 2012, 2013, 2014, 2015, 2016, 2017, 2018, 2019, 2021, 2022
- Österreichische Bundesliga-Spielerin der Hinrunde 2012/13[12]